# Осада Риги (1700)
Осада Риги в 1700 году (швед. Belägringen av Riga (1700)) — безуспешная осада саксонским курфюрстом и королём польским Августом II Риги (Шведская Ливония), предпринятая в феврале 1700 года без объявления войны и ставшая фактически началом Великой Северной войны.

## История
После смерти шведского короля Карла XI и воцарения в Швеции молодого короля Карла XII (1697) в Европе сложился Северный союз — коалиция государств (Дания, Россия и Саксония), готовых выступить против Швеции и воспользоваться молодостью короля для собственных территориальных приобретений.
11 февраля (21 февраля) 1700 года войска курфюрста Саксонии и короля Польши Августа II без объявления войны вторглись в Шведскую Лифляндию. Август рассчитывал захватить Ригу, занимавшую ключевую стратегическую позицию в Прибалтике, и этим, во-первых, ослабить шведов, а во-вторых, опередить в территориальных приобретениях своего союзника — Россию.

## Первая осада
Численность саксонского корпуса, направленного к Риге, составляла около 7000 человек, однако почти полностью отсутствовала осадная артиллерия, не позволяя саксонцам вести активные осадные действия. При содействии курляндского герцога саксонский корпус неожиданно появился у Риги, без труда овладел Кобершанцем (Кобронсканстс), затем Динамюнде (Даугавгривской крепостью). Однако, располагая незначительными силами, саксонцы не рискнули атаковать Ригу и в ожидании подкреплений заняли позиции у Юнгфернхофа (Мазъюмправы) и близ Икшкиле.
После получения известий о приближении шведов, спешивших из разных мест Лифляндии на помощь Риге, саксонцы в мае того же года оставили все свои укрепления и, сломав за собой мост, отступили за Двину.
В марте 1700 года в войну вступила Дания: ее армия вторглась в пределы Гольштинии. Шведский король Карл XII, собиравший войска в Швеции, решил вначале покончить с Данией, предоставив Ригу её собственной участи и тем небольшим силам, располагавшимся в Лифляндии.

## Вторая осада
5 (16) июля под Ригу прибыл сам Август II вместе с И. Р. Паткулем, отбросил подошедшие шведские войска и стал с главными силами на правом берегу реки. На помощь Риге спешил небольшой шведский отряд Веллинга, к которому Август вышел навстречу и 19 июля (30 июля) 1700 года (20 июля по шведскому календарю) у Пробштингшофа отбросил его. После этого гарнизон Риги потерял надежду получить помощь извне.
26 июля (6 августа) Август II, возвратившись к Риге, произвёл усиленную рекогносцировку крепости, показавшую ему слабость рижских укреплений. Он потребовал сдачи крепости не позже как через шесть дней, угрожая, в противном случае, её бомбардировкой. Однако рижский губернатор фельдмаршал Дальберг отказался от сдачи. 9 августа (20 августа) началось бомбардирование Риги.

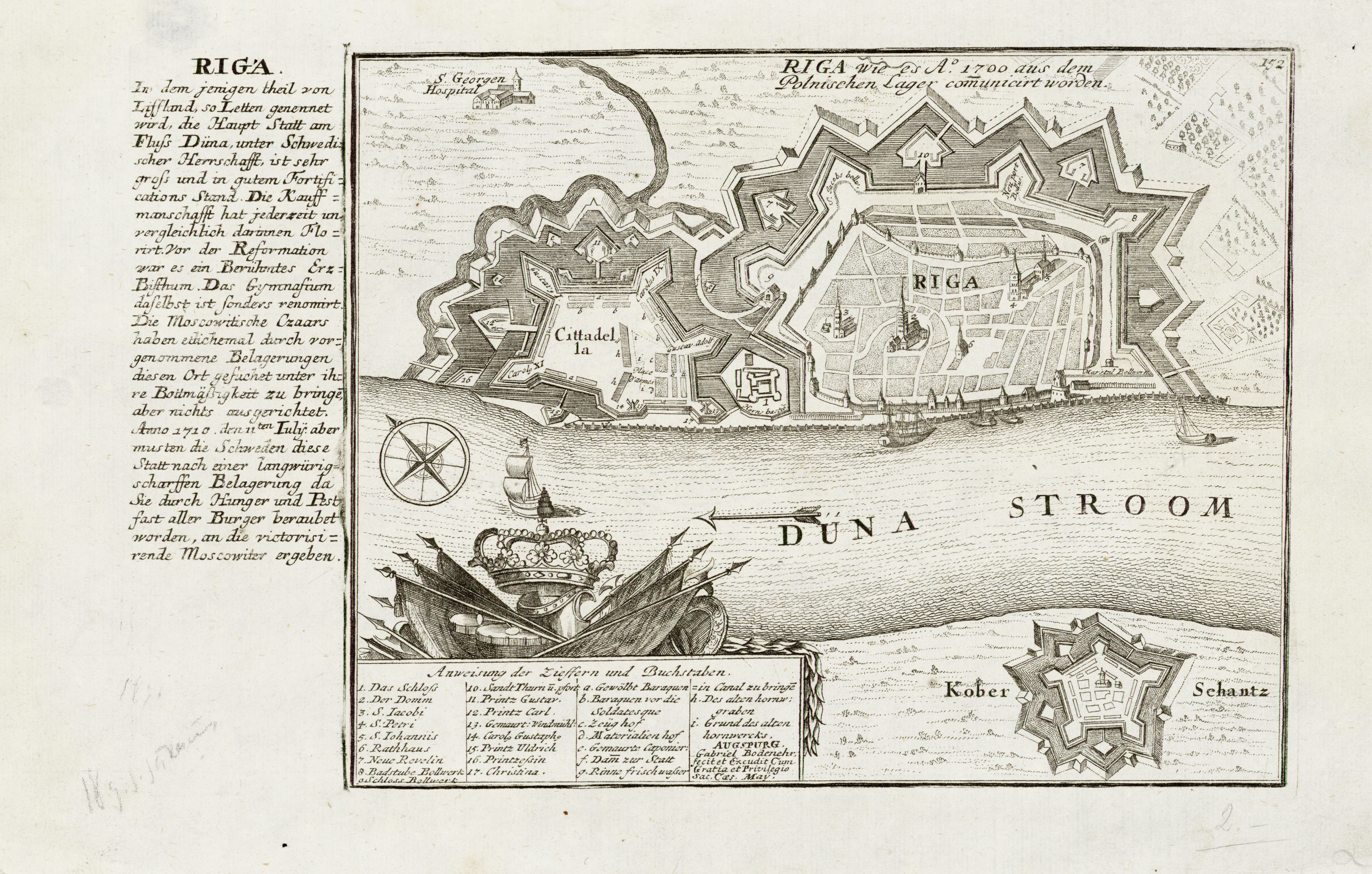
Укрепления Риги в 1700 году

Вскоре к Риге, наконец, прибыла осадная артиллерия, и саксонцы 27 августа (7 сентября) и 28 августа (8 сентября) открыли сильную бомбардировку, нанёсшую городу большой урон. С часу на час можно было ожидать сдачи крепости. Однако Дальберг, считавшийся одним из лучших инженеров своего времени («шведский Вобан»), продолжал оборону.
В это время Карл XII осадил Копенгаген и вынудил датчан 7 (18) августа 1700 года подписать Травендальский мирный договор, заставив последних выйти из войны и союза с Августом. Освободив свои силы, шведский король стал собирать на южном берегу Швеции армию для помощи осаждённой Риге. Возможно, эти события, а также недостаток пороха и снарядов и энергичное противодействие гарнизона заставили саксонского курфюрста снять 8 (19) сентября осаду Риги, перевести войска на левый берег Западной Двины и оставить их там под начальством фельдмаршала А. Г. Штейнау.

## Захват Кокенгаузена

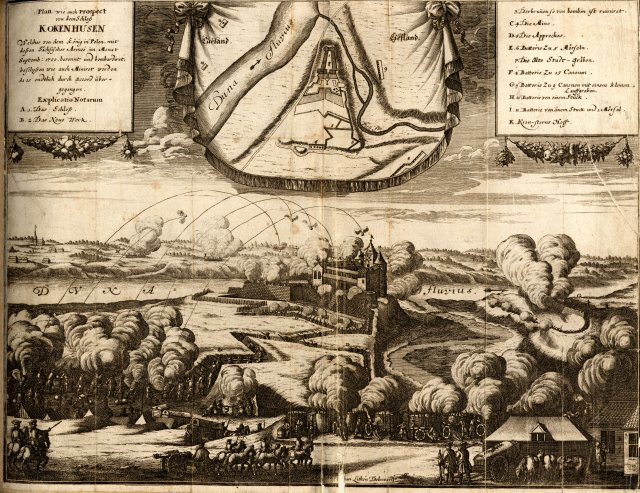
Взятие Кокенгаузена

В то же время Август II разослал в разные стороны небольшие конные отряды для реквизиций. Один из отрядов подступил к Кокенгаузену, находившемуся от Риги вверх по Двине. Гарнизон крепости, насчитывавший всего 200 человек под командованием майора Гейне, принужден был сдать крепость 22 сентября (3 октября), получив право выхода.
Занятие Августом II Кокенгаузена, куда была переведена главная квартира саксонцев, объясняют намерением Августа стать ближе к русской армии, вступившей к тому моменту также в войну. От царя он ожидал прибытия вспомогательного корпуса для развития действий в Лифляндии. Однако Пётр I направил свою армию к Нарве, убеждая Августа идти к нему на соединение к Дерпту или к Печорам, к которым соберутся и русские войска, формируемые около Пскова, для движения в тыл шведской армии, если она направится к Нарве, для освобождения этой крепости.
Вместо этого Август уехал в Варшаву, расположив свою армию на зимних квартирах: кавалерию — в Литве, пехоту — в Курляндии, что позволило Карлу XII, высадившись в Пярну, перебросить свои войска к Нарве и разгромить русскую армию.
Неожиданное снятие осады Августом II современники объяснить достоверно не могли. По одной из версий, шведы сдаваться не хотели; город же сильно страдал от бомбардировки. В Риге находилось много торговых людей, привёзших свои товары из Англии и Голландии. Боясь за гибель товаров, они-то тайно и обратились к Августу с просьбою прекратить бомбардировки, предлагая ему за это 100,000 ефимков.